# Skødstrup
Skødstrup er en forstad nordøst for Aarhus i Danmark. Forstaden er også en jernbaneby ved Grenaabanen, jernbanen mellem byerne Aarhus og Grenaa. I dag er Skødstrup vokset sammen med den tilstødende jernbaneby Løgten.

## Eksterne
- Wikimedia Commons har flere filer relateret til Skødstrup